# توري كريستمان
توري كريستمان (بالإنجليزية: Tory Christman)‏ هي ناقدة أمريكية بارزة للسيَنتولوجيا وعضو سابق في المنظمة. نشأت كريستمان كمسيحية كاثوليكية، واعتنقت السيَنتولوجيا بعد أن قُدمت إلى كتاب «ديانتكس: العلم الحديث للصحة العقلية» الذي ألفه مؤسس السيَنتولوجيا ل. رون هوبارد أثناء إقامتها مع والديها في شيكاغو. تعرّفت كريستمان على المفاهيم التي وُصفت في الكتاب ومن ضمنها فكرة الوصول إلى حالة السيَنتولوجيا الواضحة، وأصبحت عضوًا في المنظمة في عام 1969. انتقلت من شيكاغو إلى لوس أنجلوس من أجل بدء عملية دراسة السيَنتولوجيا، إذ شعرت في البداية أن هذا الانتقال ساعدها في تحسين حياتها.
انضمت إلى النظام الديني داخل السيَنتولوجيا الذي يسمى نظام سي في عام 1972. وصلت كريستمان إلى رتبة الناشطة الثيتانية ذات المستوى الثالث وتعرفت على قصة زينو (زعيم اتحاد المجرات الفضائية المؤلفة من 76 كوكبًا) بعد أن كانت عضوًا في منظمة السيَنتولوجيا لمدة عشر سنوات. ارتفعت بعد ذلك إلى رتبة الناشطة الثيتانية ذات المستوى السابع، وهو ثاني أعلى مستوى داخل المنظمة. واجهت حالة صحية صعبة، فأُصيبت بالصرع أثناء وجودها في السيَنتولوجيا، ولم توافق المنظمة على استخدامها للدواء للتحكم بحالتها.
عُيِّنت كريستمان ككاهنة موصى بها في السيَنتولوجيا، وكلفت الممثل الشهير جون ترافولتا في البرامج الوظيفية الأولية. عملت كريستمان في منظمات مختلفة خلال فترة عملها مع السيَنتولوجيا ومن ضمنها منظمة ناركونن لإعادة التأهيل من المخدرات وفي أحد مراكز المشاهير التابعة للمنظمة. جاءت كريستمان بعد ذلك للعمل في مكتب الشؤون الخاصة الذي يعمل كوكالة استخبارات داخل السيَنتولوجيا. شاركت في بعثات متعددة لصالح المكتب بما في ذلك بعثة عام 1979 التي هدفت إلى تعزيز مصالح المنظمة في كليرووتر في ولاية فلوريدا، وعام 1985 لمساعدة وكلاء مكتب الشؤون الخاصة خلال دعوى قضائية ضد السيَنتولوجيا. أزال عملاء مكتب الشؤون الخاصة برنامج الرقابة «ساينو سيتر» من كمبيوتر كريستمان المنزلي في عام 1999، وذلك من أجل السماح لها بتنفيذ مهمة مراقبة الانتقادات حول السيَنتولوجيا على الإنترنت. عثرت كريستمان على موقع نقد السيَنتولوجيا «أوبيريشن كلامبيك» الذي يديره أندرياس هيلدال-لوند.

## السيَنتولوجيا

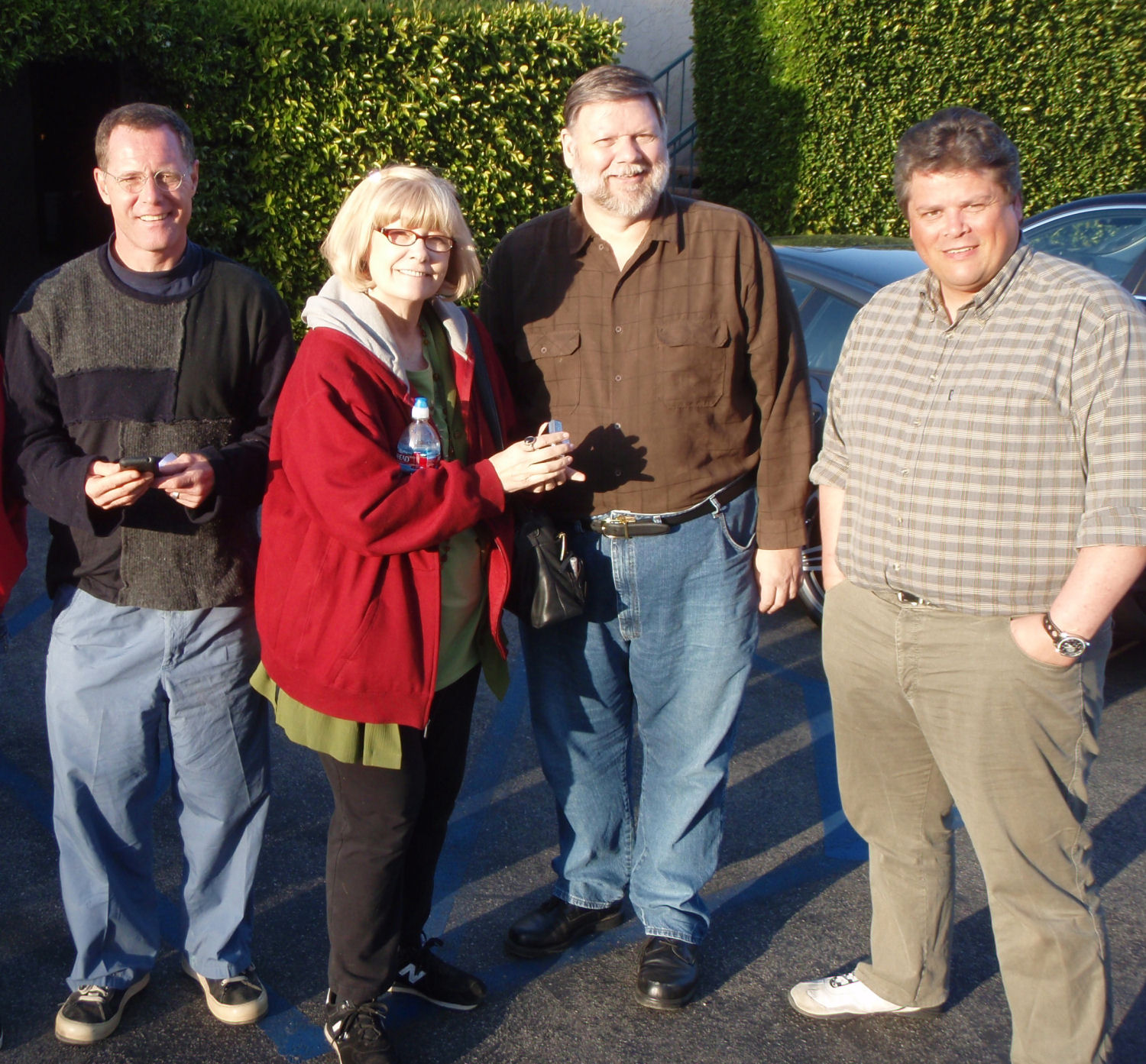
الممثل جايسون بيغ، مع توري كريستمان، مارك بانكر، وأندرياس هيلدال-لوند. الصورة تم التقاطها خارج مطعم في ماليبو، كاليفورنيا.

### مكتب الشؤون الخاصة
عملت كريستمان مع مكتب الشؤون الخاصة، وهو قسم في السيَنتولوجيا، لتقليص أو إزالة الانتقادات حول السيَنتولوجيا من الصحافة والإعلام والإنترنت. أمضت ما يقارب 20 عامًا في العمل لدى مكتب الشؤون الخاصة في نفس الوقت التي كانت به عضوًا في منظمة السيَنتولوجيا. يعمل عملاء مكتب الشؤون الخاصة في قوى الأمن الداخلي ووحدة الاستخبارات داخل السيَنتولوجيا. ساعدت كريستمان العملاء في عام 1979 عندما حاول سياسي في كليرووتر بولاية فلوريدا إعاقة أعمال منظمة السيَنتولوجيا لإثبات وجوده في المدينة. طُلبت للمشاركة في الاجتماعات العامة، وتحويل تركيز هذه الأحداث إلى استجواب السياسي ريتشارد تينّينغ. هُزم تينّينغ في انتخابات لاحقة، فبدأت منظمة السيَنتولوجيا في زيادة أنشطتها في كليرووتر. ساعدت كريستمان العملاء أيضًا في عام 1985 خلال دعوى قضائية رفعها عضو سابق في السيَنتولوجيا.
حضرت إجراءات المحكمة وكتبت تقارير عن أعضاء هيئة المحلفين، وساعدت محاميي السيَنتولوجيا في تجميع الملفات الشخصية للمحلفين. كانت كريستمان مؤمنة بشكل حماسي بمنظمة السيَنتولوجيا في ذلك الوقت، ولم تشكك في أعمال وكلاء المكتب. وصفت كريستمان عملها في مكتب الشؤون الخاصة قائلة: «كنت في تلك الطائفة، السيَنتولوجيا، التي تروج لعدم مشاهدة الأخبار. إنها تبقيك داخل برنامج ترومان حيث تكون غير مدرك تمامًا للأشياء. إنها مثل توقفك عن التفكير بشكل خاص، وأن تُصبح معتادًا على عدم التفكير في أي شيء يمكنه أن ينتقدها».
نشرت منظمة السيَنتولوجيا مبادرة لتوزيع البرامج على أقراص مدمجة لجميع أعضائها في عام 1998، فسيساعدهم هذا على إنشاء مواقع الويب الخاصة بهم التي تصف نشاطهم في الحركة، وربطها بالموقع الرئيسي للمنظمة www.scientology.com. لم تكشف المنظمة لهؤلاء الأفراد أن القرص المضغوط كان مُدمجًا في وقت واحد مع برنامج الرقابة الذي حجب المواقع التي تنتقد المنظمة. أُطلق على برنامج الرقابة هذا اسم «ساينو سيتر» من قبل منتقدي المنظمة.
صرّحت جانيت ويلاند، نائبة رئيس مكتب الشؤون الخاصة، بأنه سيبقى ذلك خيار السيَنتولوجيين الشخصي إذا أرادوا استخدام برنامج الرقابة، والذي ثُبِّت لحمايتهم وأفراد أسرهم من مواجهة المضايقات عبر الإنترنت، فاختار بعض السيَنتولوجيين تصفح الإنترنت دون تثبيت هذا البرنامج. تمنى وكلاء مكتب الشؤون الخاصة أن تراقب كريستمان المواقع المهمة على وجه التحديد وإبلاغ المنظمة بالنتائج التي توصلت إليها، فأزالوا نتيجةً لذلك برنامج الرقابة «ساينو سيتر» من حاسوب منزلها في عام 1999، فسمح ذلك لها بالبحث في المواقع على الإنترنت بحرية، عثرت كريستمان على موقع نقد السيَنتولوجيا «أوبيريشن كلامبيك» الذي يديره أندرياس هيلدال-لوند.
قدمت كريستمان تقاريرها مباشرة إلى جانيت ويلاند عن جهودها لإزالة الانتقادات حول السيَنتولوجيا من وسائل الإعلام وعلى الإنترنت، وساعدت في التعامل مع العلاقات العامة للسيَنتولوجيا. يشار إلى الدعاية السلبية في وسائل الإعلام داخل المنظمة باسم «العلاقات العامة السوداء». كانت كريستمان مسؤولة عن رابطة أبرشيي السيَنتولوجيا في عام 2000، وهي فرقة تكونت من متطوعين بناءً على أوامر من ويلاند من أجل الاستجابة السريعة للنقد السلبي حول السيَنتولوجيا في الصحافة. وظفت ويلاند كريستمان في رابطة أبرشيي السيَنتولوجيا في عام 1999. تلقت تعليمات من وكلاء مكتب الشؤون الخاصة، وانتقلت إلى الشكوى للصحفيين ومنتجي التلفزيون في محاولة لإقناعهم بسحب المحتوى النقدي الذي يكتبونه ويقدموه عن السيَنتولوجيا. أنتجت شبكة إيه آند إي برنامجًا تلفزيونيًا خاصًا لتحليل الطوائف. اشتكت رابطة أبرشيو السيَنتولوجيا من الشبكة، وحاولت إزالة السيَنتولوجيا كمادة يُناقش بها في البرنامج مؤكدة أن «السيَنتولوجيا ليست طائفة».
كُلِّفت كريستمان بدحض الحقائق المنشورة على الإنترنت حول المنظمة. لاحظت خلال فترة عملها مع مكتب الشؤون الخاصة أن «الأشخاص الذين عملت معهم كانوا ينشرون كل يوم على مدار 24 ساعة. كان الأمر يشبه عمل الآلة. عملت مع شخص يستخدم خمسة حواسيب منفصلة وخمس هويات منفصلة مجهولة لدحض أي حقائق من الإنترنت عن كنيسة السيَنتولوجيا». اعترفت بأنها استخدمت هويات متعددة لهذا الغرض عبر الإنترنت إذ قالت: «كنت مسؤولة عن إعداد حسابات زائفة على الإنترنت صُممت مسبقًا لإيقاف حرية التعبير عن طريق حظر مواقع المعارضين أو خداع الأشخاص الموجودين على مواقع مؤيدة للسيَنتولوجيا عندما كانوا يبحثون عن معلومات معارضة لها».
كُلِّفت أيضًا بمحاولة منع جوائز إم تي في للأفلام من عرض المسلسل الهجائي «ساوث بارك» الذي سخر من السيَنتولوجيا وفيلم «أرض المعركة». اتصلت كريستمان مرارًا بمكتب قناة إم تي في في مدينة نيويورك في محاولة لحملهم على حذف المقاطع الهجائية من البث. نُقل العرض النهائي على التلفزيون في 8 يونيو في عام 2000، وظهرت شخصية كارتمان وهي تستخدم ورق اختبار السيَنتولوجيا للشخصية كورق مرحاض. اعتقدت كريستمان أنها نجحت في مهمتها لأنها ظنت أن جهودها منعت شخصية كارتمان من استخدام ورق كتاب «ديانتكس» كورق مرحاض بدلًا من ورق اختبار الشخصية.